# Pacientul rezident
Pacientul rezident (în engleză The Adventure of the Resident Patient) este una dintre cele 56 povestiri scurte cu Sherlock Holmes ale lui Sir Arthur Conan Doyle și a noua povestire din volumul Memoriile lui Sherlock Holmes (respectiv a opta în edițiile americane ale acestui volum).
Ea a fost publicată în revista Strand Magazine din august 1893, cu ilustrații de Sidney Paget, apoi în volumul "Memoriile lui Sherlock Holmes" (în engleză The Memoirs of Sherlock Holmes) editat în anul 1894 de George Newnes Ltd din Anglia. Doyle a clasificat "Pacientul rezident" pe locul 18 în lista celor 19 povestiri favorite cu Sherlock Holmes. 

## Rezumat

### Misterul inițial

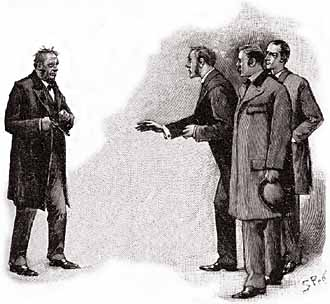
Blessington, Trevelyan, Holmes şi Watson.

Într-o seară friguroasă de octombrie, la locuința lui Sherlock Holmes din 221B Baker Street sosește doctorul Percy Trevelyan care îi expune detectivului o succesiune de evenimente ciudate. Trevelyan fusese un student strălucit, dar, din cauza faptului că era sărac, a fost nevoit să lucreze ca medic generalist într-un cabinet de pe strada Brook pe care i-l pusese la dispoziție Blessington, un om bogat care pretindea că avea bani de investit. Acesta îi plătea toate cheltuielile cabinetului obținând, în contrapartidă, dreptul a primi trei sferturi din toate încasările doctorului (pe care le colecta în fiecare seară), precum și dreptul de a locui în aceeași casă cu doctorul ca pacient îngrijit la domiciliu. 
Lucrurile merg bine pentru o perioadă, dar ulterior doctorul a remarcat că pacientul său aîncepe să se comporte într-un mod foarte ciudat și pare să devină agitat și speriat, spunându-i doctorului că citise în ziar despre o serie de jafuri petrecute în oraș. 
La scurtă vreme, doctorul primește un pacient nou, un nobil rus care suferea de crize cataleptice, adus de fiul său într-o seară când Blessington își făcea plimbarea sa zilnică. Fiul insistă să rămână în anticameră în timpul consultației. În timpul consultației, pacientul are o criză, iar corpul său înțepenește și devine rigid. Doctorul fuge să aducă nitrat de amil pentru a-l da pacientului să-l inhaleze, dar când se întoarce în cabinet observă că atât pacientul, cât și fiul său, dispăruseră. 
În mod surprinzător, cei doi oameni revin în seara următoare, fiul afirmând că-l văzuse pe tatăl său ieșind din cabinet și crezuse că s-a terminat consultația. Abia acasă ar fi realizat ce s-a întâmplat. Doctorul reia consultația nobilului rus, iar după plecarea lor sosește acasă domnul Blessington. Acesta îi comunică agitat doctorului că îi pătrunsese cineva în camera sa, pe covor aflându-se niște urme de pași. Doctorul presupune că putea fi vorba numai de fiul nobilului, dar nu-și explică motivul, din moment ce nimic nu fusese furat sau mutat din locul său.
Blessington i-a sugerat doctorului să se ducă la Sherlock Holmes pentru a-i cere ajutorul. Trevelyan îi propune detectivului să meargă la locuința sa pentru a vorbi cu pacientul și a-i afla motivul stării de neliniște. 

### Rezolvare
Cei trei (Trevelyan, Holmes și Watson) se duc la locuința doctorului și descoperă că Blessington avea un comportament paranoic, întâmpinându-i pe musafiri cu un pistol și amenințându-i că va trage asupra lor. 
Holmes îi cere lui Blessington să-i spună cine erau oamenii de care se teme, dar acesta spune că nu îi cunoaște și crede că sunt hoți care vor să-i fure banii din cutia aflată în camera sa. Detectivul decide să plece în acel moment, sfătuindu-l pe Blessington să spună adevărul dacă vrea să fie ajutat. Pe drumul spre casă, Holmes îi spune lui Watson că Blessington îi cunoaște pe cei doi, iar criza de catalepsie fusese imitată pentru a-l ține ocupat pe doctorul Trevelyan cât timp celălat om a pătruns în camera pacientului rezident. Momentul consultației era ales anume seara, pentru a nu fi și alți pacienți în anticamera cabinetului. Holmes concluzionează că numai din întâmplare Blessington nu s-a aflat în casă în ambele seri, iar cei care-l căutau nu îi cunoșteau obiceiurile.
În dimineața următoare, Blessington este găsit spânzurat. Inspectorul Lanner și doctorul Trevelyan bănuiesc că s-ar fi sinucis de frică, dar Holmes a desus altceva din examinarea resturilor de trabuc și a altor indicii găsite acolo. El afirmă că în cameră s-au mai aflat alte trei persoane (printre care nobilul rus și fiul său) care au pătruns în casă cu complicitatea slujitorului, apoi au intrat în cameră prin forțarea încuietorii cu o sârmă, au ținut apoi o judecată ad-hoc și l-au condamnat la moarte pe Blessington, după care l-au spânzurat de cârligul lămpii. 
O scurtă vizită la sediul poliției a permis aflarea adevărului. Cei patru (Blessington și cei trei criminali) făcuseră parte mai demult dintr-o bandă de infractori care jefuiau bănci. În anul 1875, ei au jefuit Banca Worthington, furând 7.000 lire. Numele real al lui Blessington era Sutton, iar ceilalți trei, dintre care doi se dăduseră drept nobilul rus și fiul său, erau Biddle, Hayward și Moffat. După jefuirea Băncii Worthington, membrii bandei au fost arestați. Blessington (sau Sutton) a devenit informator, iar, ca urmare a mărturiei sale, un alt membru al bandei pe nume Cartwright a fost spânzurat pentru uciderea unui paznic și ceilalți trei au fost condamnați fiecare la câte 15 ani de închisoare. Paranoia lui Blessington era de fapt o frică reală, cauzată de aflarea știrii că cei trei fuseseră eliberați din închisoare înainte de termen. Cei trei au hotărât să-l răzbune pe Cartwright prin spânzurarea trădătorului.
Din cauza faptului că cei trei nu au fost prinși, iar probele erau puține, cazul nu a mai ajuns în fața tribunalului. De ceilalți trei nu s-a mai auzit niciodată, iar cei de la Scotland Yard credeau că aceștia pieriseră în naufragiul vasului Norah Creina în apropiere de coastele Portugaliei.

## Personaje
- Sherlock Holmes
- doctorul Watson
- Dr. Percy Trevelyan - medic generalist cu cabinetul pe strada Brook
- Blessington (alias Sutton) - fost răufăcător, devenit informator al poliției
- Lanner - inspector la Scotland Yard

## Comentarii
Sfârșitul criminalilor din "Pacientul rezident" este identic cu cel al ucigașilor lui Openshaw din "Cei cinci sâmburi de portocală." Ei pier, de asemenea, într-un naufragiu.
Acțiunea povestirii se petrece în octombrie 1881, anul în care Holmes și Watson s-au întâlnit și s-au mutat pe strada Baker, conform textului original. 
Mai multe ediții americane ale povestirilor cu Sherlock Holmes conțin o variantă modificată a textului în care primele pagini ale acestei povestiri și ale povestirii "Aventura cutiei de carton" sunt aproape identice; ambele conțin același exemplu, destul de impresionant, al capacităților de deducție ale lui Holmes. Motivul acestor asemănări provin din edițiile americane a Memoriilor lui Sherlock Holmes în care povestirea "Aventura cutiei de carton" a fost scoasă; dar scena sa de început a fost păstrată și transferată "Pacientului rezident". Chiar și astăzi, această schimbare continuă a fi reprodusă, iar edițiile în care povestirile conțin textul original al "Pacientului rezident" sunt relativ puține. 

## Adaptări teatrale și cinematografice
Această povestire a servit ca sursă de inspirație pentru al patrulea film cu Sherlock Holmes (filmat în 1921) din seria de filme mute cu Eille Norwood.
Într-un episod al serialului de televiziune din 1985 cu Jeremy Brett, este prezentat Watson încercând să aplice metodele lui Holmes pentru a afla situația actuală a prietenului său, dar cu mari greșeli, deși Holmes admite că "este un element adevărat în ceea ce spui". Această scenă este realizată într-un stil foarte asemănător cu cel din How Watson Learned the Trick, scrierea parodică a lui Doyle, în care Watson este prezentat, de asemenea, trăgând concluzii incorecte cu privire la Holmes.

## Traduceri în limba română
- Bolnavul internat la domiciliu - în volumul "Memoriile lui Sherlock Holmes" (Ed. Junimea, Colecția "Fantomas", Iași, 1970) - traducere de Andrei Bantaș
- Pacientul rezident - în volumul "Memoriile lui Sherlock Holmes" (Ed. Aldo Press, București, 2003) - traducere de Luiza Ciocșirescu
- Bolnavul internat la domiciliu - în volumul "Memoriile lui Sherlock Holmes" (Ed. Compania, București, 2009) - traducere de Andrei Bantaș
- Pacientul rezident - în volumul "Aventurile lui Sherlock Holmes. Vol II" (Colecția Adevărul, București, 2010) - traducere de Luiza Ciocșirescu
- Pacientul rezident - în volumul "Aventurile lui Sherlock Holmes. Vol II" (Colecția Adevărul, București, 2011) - traducere de Luiza Ciocșirescu